# Bright Young Things (film)
Bright Young Things è un film del 2003 diretto da Stephen Fry.
Il soggetto del film si basa sul romanzo Vile Bodies di Evelyn Waugh (1930), che in forma satirica descrive la gioventù aristocratica chiamata Bright Young People, vissuta a Londra tra la prima e la seconda guerra mondiale.